# Választás

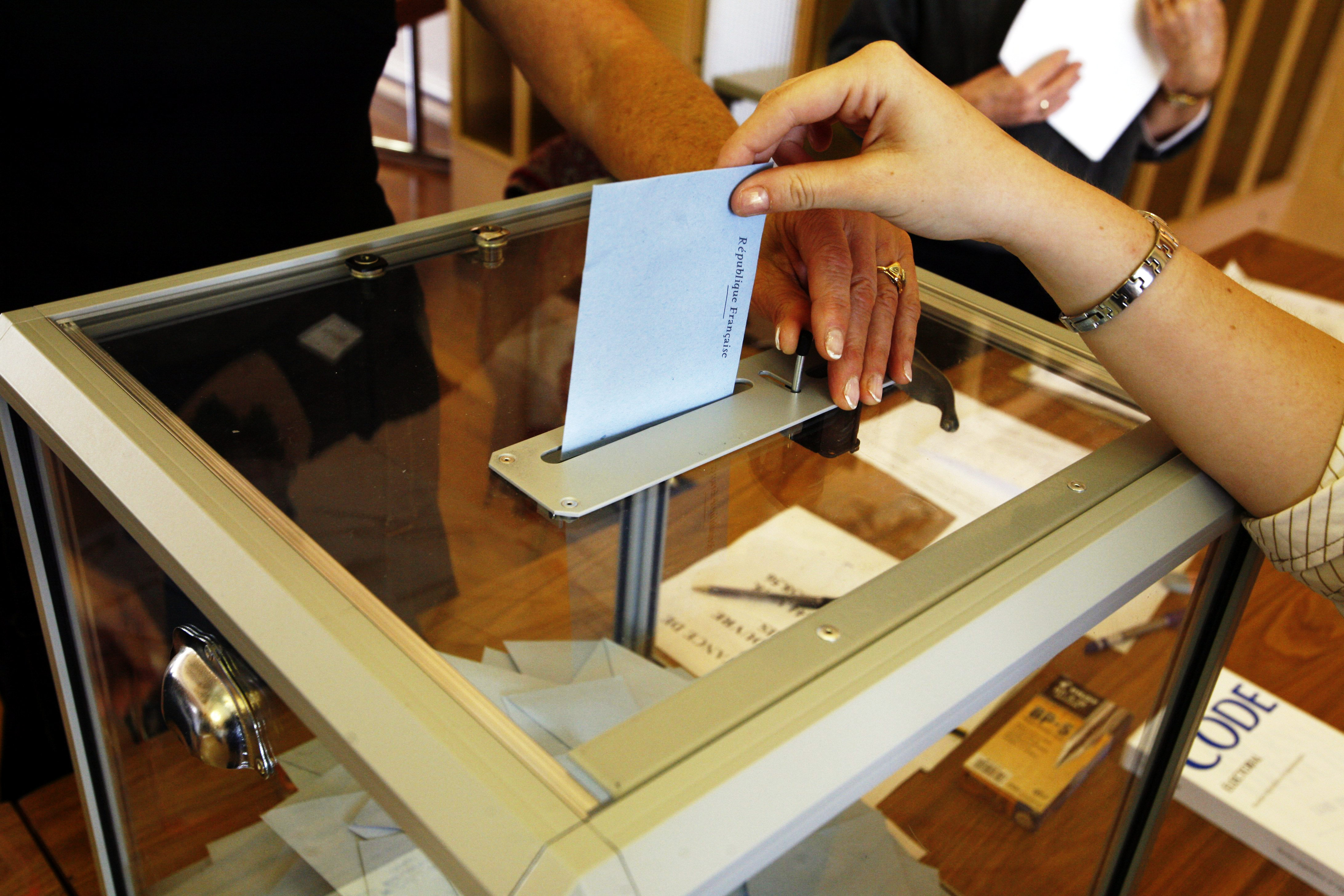
Egy francia elnökválasztás átlátszó választási urnája (2007)

A választás alatt azt a döntéshozatalt értjük, amikor az érintett közösség választójoggal rendelkező tagjai arról döntenek, hogy kik töltsék be a hivatalos tisztségeket. A modern képviseleti demokráciákban ez a szokásos módja a törvényhozó hatalmat képviselő szerv tagjainak kiválasztására, esetenként a végrehajtó hatalom vagy az igazságszolgáltatás vezetőit és a regionális vagy helyi kormányzatot is így hozzák létre. A választást mint döntéshozatali eljárást nem csak a politikai életben használják: elterjedt a közélet más színterein is, a civil szervezetekben és a versenyszférában egyaránt.
Miközben ma a választás jelenti a demokrácia alapját, az athéni demokrácia, minden demokratikus rendszer őse elvetette a választást, az oligarchia eszközének tekintve őket, és a tisztségeket például sorsolással osztották ki.
A választójogi reformok alatt igazságos választási rendszer bevezetését vagy a választási rendszer igazságosabbá vagy hatékonyabbá tételét értjük. A pszephológia (választástan) tudományága a választás eredményeiből és egyéb statisztikáiból levonható következtetéseket kutatja, különös tekintettel a választás eredményeinek megjóslására.

## A demokratikus választás meghatározása

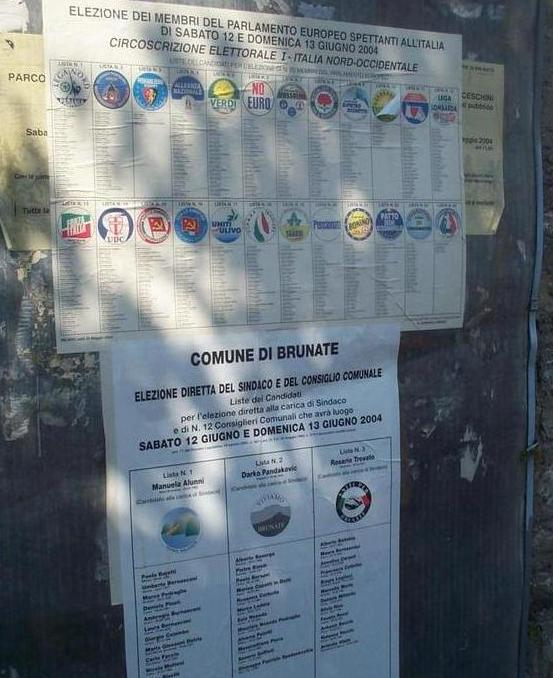
Pártlistákat tartalmazó plakát az Európai Parlament 2004-es választásain az Olasz Köztársaságban

A politikafilozófiai demokráciafelfogás szerint a demokráciákban a hatalom kizárólag a választók szabad és egyenlően kinyilvánított akaratából származhat. Ennek az akaratnyilvánításnak a legelterjedtebb formája a választás megtartása.
Széles konszenzus létezik a szabad és egyenlő, igazságos választásról. Jeane Duane Kirkpatrick, az Amerikai Egyesült Államok korábbi ENSZ-nagykövete a következő meghatározást adta: „A demokratikus választás nem csupán szimbolikus… Kompetitívek, periodikusak, a kormányt szabadon kritizáló és kritikájukat szabadon megjelenítő választókat mozgatnak meg a vezető döntéshozók megválasztására.”
A Democracy Watch weboldala az igazságosságról így vélekedik: "Olyan választás, amelyek során nagy gondot fordítanak arra, hogy megakadályozzák a kifejezett vagy rejtett strukturális elfogultságot egy jelölttel szemben, eltekintve azoktól a kedvező elfogultságoktól, amelyek természetesen abból fakadnak, hogy a választók egyformán jól tájékozottak az egyes jelöltek különféle eszközeiről és kötelezettségeiről". Murray Gleeson, Ausztrál Államszövetség főbírája 2000 - ben így vélekedett: „A szükséges változás demokratikus és törvényes módja a jól értesült választó akaratának kifejeződése.”
Miközben viszonylag könnyű meghatározni a fentiek alapján, hogy milyen egy szabad és igazságos választás, a jól informált, tudatos választó meghatározása rendkívül nehéz. A választók töredéke ismeri személyesen a jelölteket, mindenki másnak csak részleges ismeretei lehetnek. A választó ilyenformán harmadik oldalról jövő információkat mérlegelhet a jelölt programjának megismerése mellett. A programok ugyanakkor nem számítanak megbízható forrásnak: csak erkölcsi és nem jogi elvárás az ígéretek betartása. Természetesen egy átlagos állampolgár ennél még alacsonyabb szintű ismeretekkel rendelkezik: a pároknak és a jelölteknek nem a hivatalos politikai programját olvassa el, hanem a kifejezetten a választók gyors megnyerését célzó kampányanyagaikkal (szórólapok, plakátok, a nyomtatott és az elektronikus médiában elhelyezett hirdetések) találkozik.

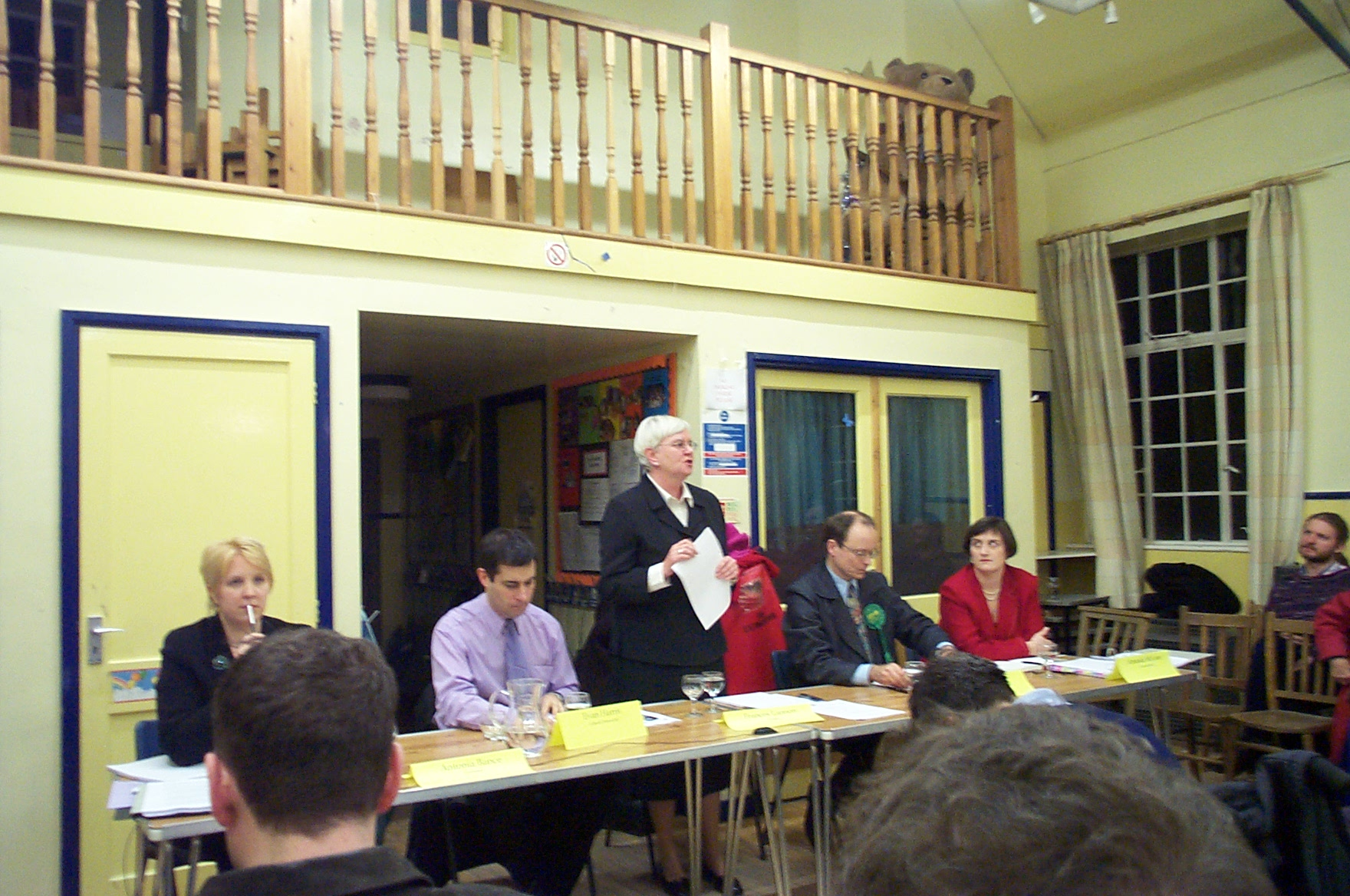
Választási bizottság az angliai Oxford Nyugat és Abingdon választókörzetben

Vannak olyan körök is, amelyek másodlagosnak tartják a szabad választást a demokrácia eszköztárában, elé helyezve a törvények uralmát. Erre példa a Kínai Népköztársasággal való egyesítést megelőző Hongkong: a helyi brit kormányzatot nem választották, ennek ellenére az országot szabad és nyitott államnak és társadalomnak tekintették az erős jogi intézményrendszer miatt.

## A választás jellemzői

### Ki választ?
A szavazók köre a választás egyik központi tényezője. Általában nem a teljes népesség szavazhat. Szokás például az értelmi fogyatékossággal élőket kizárni a választásból, és gyakorlatilag mindenhol létezik a választásnak alsó korhatára. Bűnelkövetők szintén eltilthatóak a közügyek gyakorlásától bírósági ítélettel.
A történelem során sok más csoportnak nem volt meg a választójoga. Például az ókori Athénban nem szavazhattak a nők, a rabszolgák. Az Amerikai Egyesült Államok alkotmánya az államokra bízta a választók körének meghatározását. Jellemzően választójoga a tulajdonnal rendelkező fehér férfiaknak volt. A választójogi küzdelmek ennek megfelelően végigkísérték a történelmet. A nők szavazati lehetőségéért folytatott küzdelem mára a legtöbb országban sikerrel járt. Az Amerikai Egyesült Államokban 1955 és 1968 között a polgárjogi küzdelmek is összekapcsolódtak a választójog kérdésével. Vannak országok, ahol ma sem teljes mértékben teljesülnek a választás tisztaságára vonatkozó elvárások vagy egyáltalán nem beszélhetünk demokratikus választásról.
A legtöbb országokban az állampolgároknak választójoguk, ettől lehetségesek eltérések. Az Európai unióban például önkormányzati választáson az Unió minden polgára annak a testületnek a választója, ahol él.
Vannak olyan országok, ahol kötelező szavazni, ha valaki nem tesz eleget kötelezettségének, általában (kismértékű) büntetést kell fizetnie.

### Ki választható?
Szokásos feltételek a választhatóságnál az állampolgárság, a kor (Magyarországon például parlamenti és önkormányzati képviselőknél 18 év, a köztársasági elnöknél 35 év, az alkotmány bíróknál 45 év az alsó korhatár), tartózkodás (az USA elnökének például a megválasztását megelőző 14 évben az országban kell élnie és született amerikainak kell lennie), esetleg a büntetlen előélet. A legtöbb országban a második világháború előtt a nők nem tölthettek be közhivatalt.

### Jelölés
Alapvetően kétfajta rendszer létezik a jelölés szempontjából: elképzelhető, hogy nincsen jelölési procedúra, hanem mindenki a szavazás pillanatában dönt arról, hogy mit ír fel. Ebben az esetben természetesen átláthatatlanul sok emberre lehet szavazni, vagyis nyilvánvalóan nem ismerhetőek meg mind. Így ilyen rendszerekben szokás második fordulót tartani, ahol már szűkítenek a választhatók körén. (Ilyen értelemben felfogható az első forduló jelölésnek is.)
Amennyiben van jelölési procedúra, akkor egy például lehetséges, hogy egy petíción gyűjtenek aláírásokat vagy például Magyarországon úgynevezett ajánlószelvényekből kell egy megfelelő mennyiséget összegyűjtenie egy jelöltnek, hogy indulhasson az országgyűlési választáson.

### Kiket választanak
Helyfüggő, hogy mely kormányzati tisztségeket töltik be választás útján. A képviseleti demokráciákban vannak olyan fontos posztok, amelyeket nem választással töltenek be. Ilyenek szoktak lenni azok a megbízatások, amelyek különleges hozzáértést, kiválóságot igényelnek. Magyarországon például nem választják a Magyar Nemzeti Bank elnökét. A bírókat a részrehajlás elkerülése végett nem választani szokták, hanem megbízni. Persze ez alól is vannak kivételek, például az Egyesült Államokban.
Vannak olyan rendszerek, ahol – a valódi demokráciákban csak formalitásként – valamilyen közbeiktatott szinten keresztül érvényesül a választói akarat: ilyen az USA elektori kollégiuma, amely megválasztja az elnököt vagy Nagy-Britannia, ahol a királynő választja meg miniszterelnökét, persze a választói akaratot követve.

### Választástípusok
A legtöbb demokráciában jellemzőek a következő választások:
- államelnök-választás
- általános választás
- előválasztás
- időközi választás
- helyhatósági választás

A közvetlen demokráciákból a modern népképviseleti rendszerek is átvették a népszavazás intézményét. Jellemzően az alkotmányban meghatározott módon és korlátozásokkal a törvényhozásban kezdeményezhető népszavazás, ugyanakkor sok demokrácia (így például Magyarország is) lehetőséget ad a népi kezdeményezéseknek, amelyek során egy meghatározott számú aláírást kell egy petícióra összegyűjteni, ahhoz, hogy a törvényhozás elrendelje a népszavazást. A népszavazásnak általánosan két típusa létezik: ügydöntő és véleménynyilvánító.

### Választási rendszerek
Választási rendszer alatt azt a meghatározott módot értjük, ahogy egy adott közösségben (például egy országban) az egyes egyének szavazataiból kialakul a hatalmi státusz betöltésére való megbízás. Léteznek többségi, arányos, vegyes és egyéb képviseleti rendszerek. Az arányos rendszerekben vagy pártlistákat alkalmaznak, míg a többségi rendszerek altípusai tartozik például az abszolút és a relatív többségen alapuló mandátumelosztás. A magyarországi országgyűlési választások egyfajta vegyes rendszerben zajlanak: az Országgyűlés 199 tagja közül 106 képviselő egyéni választókörzetben szerez mandátumot és 93 képviselői pártlistáról, nemzetiségi listáról vagy töredékszavazatokból.

### Időbeli korlátok
A demokrácia alaptermészetéből következik, hogy a választóknak bizonyos időpontokban lehetőséget kell adni, hogy ismét véleményt nyilvánítsanak. Például Magyarországon
- az Országgyűlés és a kormány megbízatása 4,
- a köztársasági elnök megbízatása 5,
- az országgyűlési biztosok megbízatása 6,
- a Magyar Nemzeti Bank elnökének megbízatása 6,
- az alkotmánybírók megbízatása 9,
- az Állami Számvevőszék elnökének megbízatása 12,
- a Legfelsőbb Bíróság elnökének megbízatása 6,
- a Legfőbb ügyész megbízatása 6 évre szól.

## Választási kampány

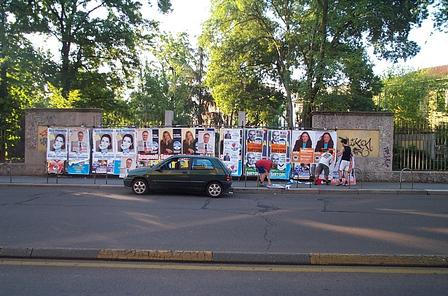
Kampányplakátok Milánóban (2004)

A választás előtti időszakban a politikusok és támogatóik a szavazatok megszerzéséért politikai kampányt folytatnak. Ennek során hirdetésekkel és más módszerekkel próbálják meggyőzni a választókat, hogy rájuk szavazzanak. Ideális esetben ebbe beletartozik programjuk bemutatása is. Magyarországon az országgyűlési választás hivatalos kampány időszaka akkor kezdődik, amikor a köztársasági elnök kiírja a választást, és a kampánycsend kezdetéig, azaz a választás napján 0 óráig tart. Sok országban van kampánycsend, amelynek lényege, hogy a választók befolyása ne történhessen közvetlenül a szavazat leadása előtt.

## Választási manifesztum
A választási manifesztum a választásban részt vevő politikai párt nyilvánosan közzétett programja, amelynek megvalósítását igéri választóinak, jelöltjeinek megválasztása esetére.

## A választással kapcsolatos problémák
Minden valódi demokráciában tartanak választást, ugyanakkor választást nem csak a valódi demokráciákban tartanak. Csak néhány a választók szabad és egyenlően kinyilvánított akaratát korlátozó eszköz:
- egy személy a jelölt, akire igennel vagy nemmel lehet szavazni
- korlátozzák a jelölést
- több jelölt van, de mindegyik központi jelölésre
- korrupció a választás körül
- "láncszavazás", amikor a nem átlátható szavazófülkében, az üres szavazólapot ellenszolgáltatásért kicserélik egy kintről behozott előre kitöltöttre
- Az információhoz való hozzáférés korlátozott vagy torzított (például a kormánypárt előre felvásárolja a hirdetési felületek jelentős részét)